# Boloceroididae
Famille
Les Boloceroididae sont une famille d'anémones de mer de l'ordre des Actiniaria.

## Liste des genres
Selon World Register of Marine Species (29 janvier 2021) :
- genre Boloceractis Panikkar, 1937 -- 1 espèce
- genre Boloceroides Carlgren, 1899 -- 3 espèces
- genre Bunodeopsis Andres, 1881 -- 5 espèces
- genre Nectothela Verrill, 1928 (non accepté)

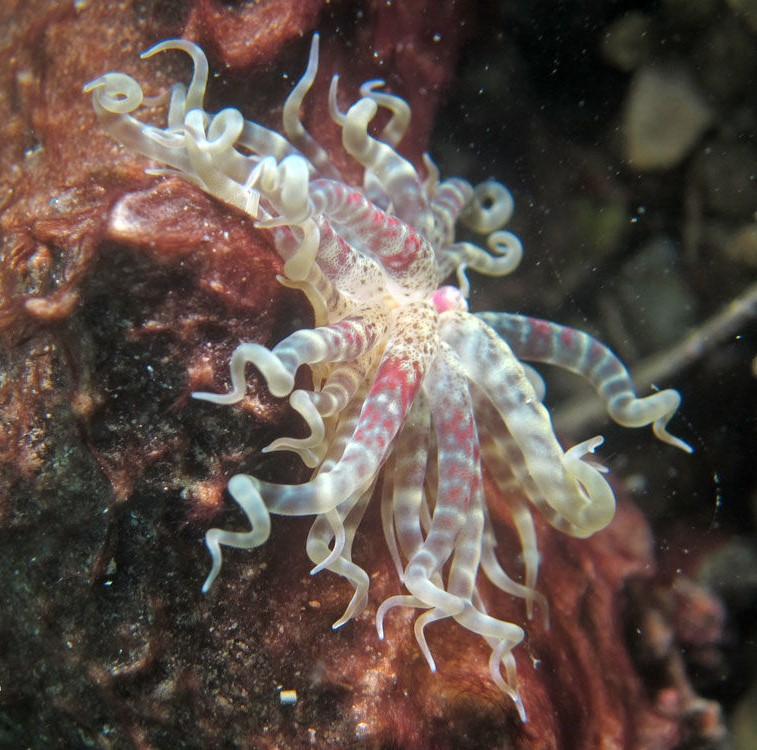
Boloceroides mcmurrichi
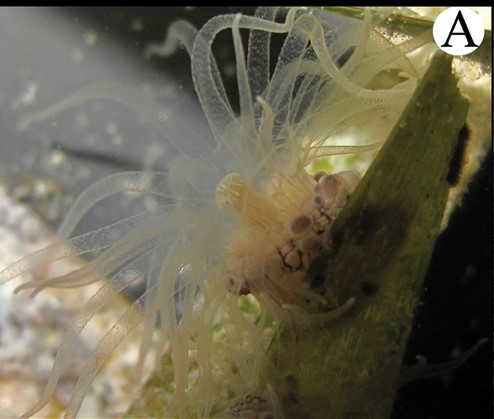
Bunodeopsis antilliensis